# Domingoella arctostaphyli
Domingoella arctostaphyli är en svampart som beskrevs av P.M. Kirk 1986. Domingoella arctostaphyli ingår i släktet Domingoella, divisionen sporsäcksvampar och riket svampar.   Inga underarter finns listade i Catalogue of Life.